# دمی لواتو
دمتریا دون «دمی» لواتو (به اسپانیایی: Demetria Devonne "Demi" Lovato‎؛ زادهٔ ۲۰ اوت ۱۹۹۲) خواننده، ترانه‌نویس و بازیگر آمریکایی است. او پس از حضور در مجموعه تلویزیونی کودکانه بارنی و دوستان (۲۰۰۲–۲۰۰۴)، در سریال کوتاه شبکه دیزنی تحت عنوان همان‌طور که زنگ به صدا درمی‌آید (۲۰۰۷–۲۰۰۸) بازی کرد. لواتو با ایفای نقش میچی تورز در فیلم موزیکال تلویزیونی کمپ راک (۲۰۰۸) و دنباله آن کمپ راک ۲: پایان جم (۲۰۱۰) به شهرت رسید. موسیقی متن فیلم اول شامل تک‌آهنگ "این منم"، با همکاری جو جوناس، بود که در جدول بیلبورد هات ۱۰۰ آمریکا به رتبه نهم رسید.
لواتو پس از امضای قرارداد با هالیوود رکوردز، اولین آلبوم پاپ راک خود به نام فراموش نکن (۲۰۰۸) را منتشر کرد که در رتبه دوم جدول بیلبورد ۲۰۰ آمریکا قرار گرفت. آلبوم بعدی او، دوباره اینجا هستیم (۲۰۰۹)، در رتبه اول این جدول قرار گرفت و تایتل ترک آن به رتبه پانزدهم بیلبورد هات ۱۰۰ رسید. او در سومین آلبوم استودیویی‌اش، نشکسته (۲۰۱۱)، سبک پاپ و آراندبی را تجربه کرد و تک‌آهنگ «آسمان‌خراش» از این آلبوم به جدول ده ترانه برتر آمریکا راه یافت. چهارمین آلبوم او، دمی (۲۰۱۳)، در رتبه سوم بیلبورد ۲۰۰ قرار گرفت و شامل ترانه «حمله قلبی» بود که در سطح بین‌المللی در میان ده ترانه برتر جای گرفت. آلبوم‌های بعدی، مطمئن (۲۰۱۵) و به من بگو دوستم داری (۲۰۱۷)، با درون‌مایه‌های سول و بزرگسالانه، موفقیت‌های بیشتری به همراه داشت. آلبوم مطمئن  نامزدی جایزه گرمی بهترین آلبوم آواز پاپ را برایش به ارمغان آورد و تک‌آهنگ «پشیمان‌ام نیستم» از آلبوم به من بگو دوستم داری با رسیدن به رتبه ششم، پرمخاطب‌ترین ترانه او در آمریکا شد. پس از وقفه‌ای، او آلبوم‌های رقصیدن با شیطان... هنر آغاز دوباره (۲۰۲۱) و هولی فاک (۲۰۲۲) را منتشر کرد که به ترتیب در رتبه‌های دوم و هفتم آمریکا قرار گرفتند؛ آلبوم هولی فاک شاهد بازگشت به سبک راک بود.
در تلویزیون، لواتو در سیت‌کام سانی با یک شانس (۲۰۰۹–۲۰۱۱) نقش اصلی را ایفا کرد، در فصل‌های دوم و سوم برنامه مسابقه موسیقی ایکس فاکتور (۲۰۱۲–۲۰۱۳) داور بود، در سریال کمدی موزیکال گلی (۲۰۱۳–۲۰۱۴) و سیت‌کام ویل و گریس (۲۰۲۰) نقش‌های تکرارکننده داشت و مجری برنامه گفت‌وگوی خود و مجموعه مستند ناشناخته با دمی لواتو (هر دو در ۲۰۲۱) بود. او همچنین در فیلم درام تلویزیونی برنامه حفاظت از پرنسس (۲۰۰۹)، انیمیشن‌های اسمورف‌ها: دهکده گمشده (۲۰۱۷) و چارمینگ (۲۰۱۸)، کمدی موزیکال مسابقه آواز یوروویژن: داستان حماسه آتش (۲۰۲۰) و مستند ستاره کودک (۲۰۲۴) که خودش نیز یکی از کارگردانان آن بود، بازی کرد.
لواتو بیش از ۲۴ میلیون آلبوم در ایالات متحده فروخته و جوایز متعددی از جمله یک جایزه موسیقی ویدئوی ام‌تی‌وی، چهارده جایزه برگزیده نوجوانان، پنج جایزه برگزیده مردم، دو جایزه موسیقی آمریکای لاتین و یک رکورد جهانی گینس دریافت کرده است. او در سال ۲۰۱۷ در فهرست سالانه تایم ۱۰۰ قرار گرفت. لواتو در سال ۲۰۱۵ همراه با نیک جوناس، کمپانی سابق سیف‌هوس رکوردز را تحت نظر گروه موسیقی یونیورسال تأسیس کرد. او به‌عنوان فعال اجتماعی، با مشکلات اختلال خوردن و سوءمصرف مواد مخدر دست‌وپنجه نرم کرده که توجه رسانه‌ای زیادی را به خود جلب کرده است. در پاسخ به این مسائل، او کتاب خودیاری قوی ماندن: ۳۶۵ روز در سال (۲۰۱۳) را منتشر کرد و مستندهای دمی لواتو: قوی بمان (۲۰۱۲)، دمی لواتو: ساده اما پیچیده (۲۰۱۷) و دمی لواتو: رقصیدن با شیطان (۲۰۲۱) را تولید کرد.

## حرفهٔ موسیقی

### ۲۰۰۷–۲۰۰۹: فراموش نکن و تور زندهٔ دمی

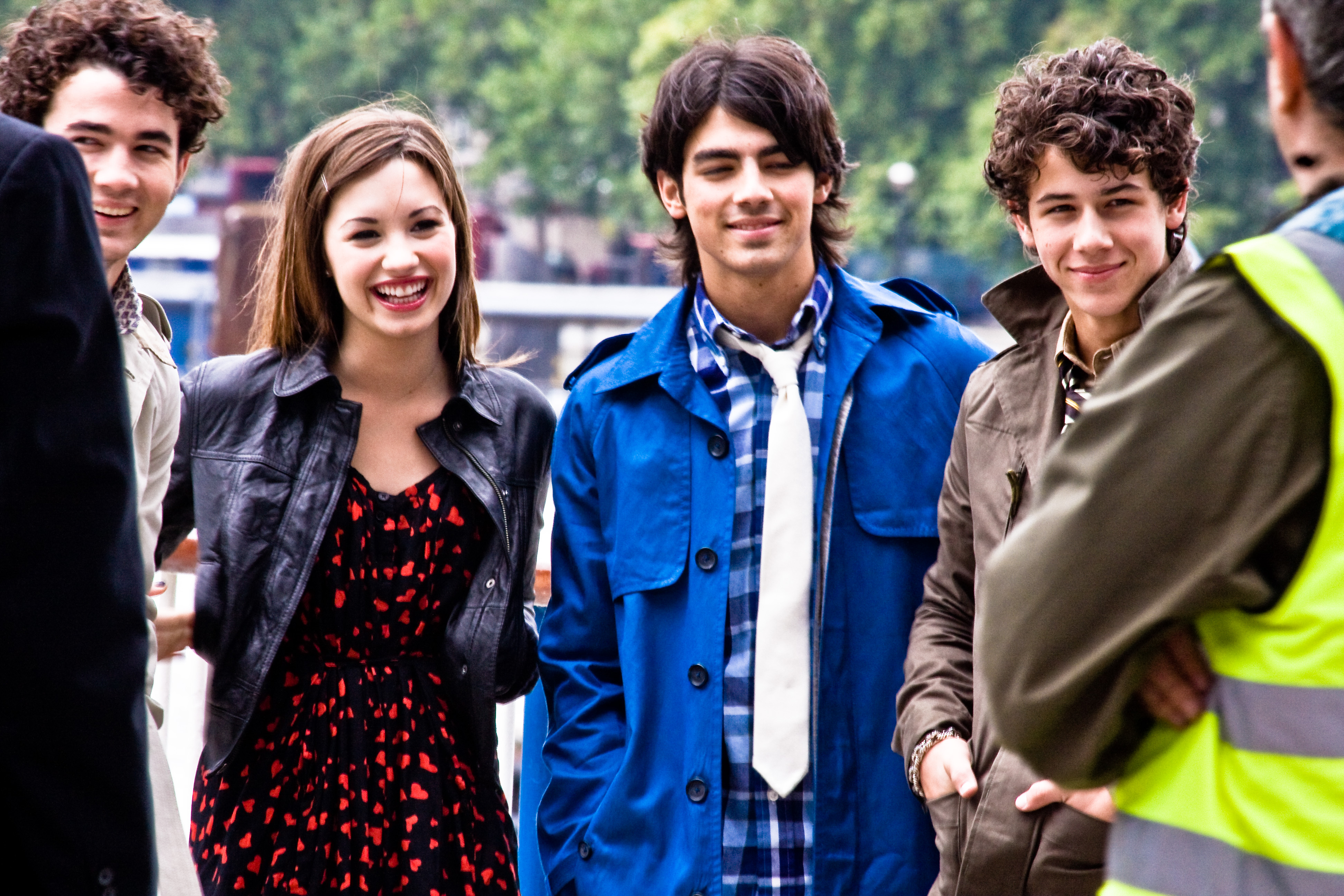
برادران جوناس با دمی لواتو، عکسبرداری در کرانه جنوبی لندن.

لواتو حرفهٔ موسیقی‌اش را در سال ۲۰۰۷ آغاز کرد، زمانی که تعدادی از آهنگ‌های او مثل آهنگ سایه در سریال «هنگامی که زنگ به صدا در می‌آید» پخش شد.
در سال ۲۰۰۸، لواتو بعد از گرفتن نقش اول در فیلم کمپ راک، قراردادی با کمپانی هالیوود رکوردز بست. او در چهار تا از آهنگ‌های فیلم خواند. آهنگ‌های «We Rock", "Who Will I Be", "Our Time Is Here» و «This Is Me» که آن را همراه با جو جوناس خواند. این آهنگ در بیلبورد داغ ۱۰۰ رتبهٔ ۱ را به‌دست‌آورد و در استرالیا، کانادا و نروژ رتبهٔ ۲۰. همچنین در بیلبورد ۲۰۰ آمریکا رتبهٔ ۳ را به‌دست‌آورد. این آهنگ در آمریکا بیش از یک میلیون کپی فروش کرد.
در ژوئن و ژوئیه ۲۰۰۸ دمی برای تور زندهٔ خودش با نام «Demi Live! Warm Up Tour» در مکان‌های مختلفی به اجرا پرداخت و همچنین برای اولین آلبوم خود همراه با جوناس برادرز در تور «Burnin' Up Tour» حاضر شد. اولین آلبوم لواتو با نام فراموش نکن در سپتامبر ۲۰۰۸ عرضه شد. اشعار این آلبوم با همکاری برادران جوناس نوشته شده‌بود. آلبوم در سبک پاپ راک است. آلبوم در بیلبورد ۲۰۰ توانست رتبهٔ ۲ را از آن خود کند و در اولین هفته بیش از ۸۹٬۰۰۰ کپی به فروش برساند. این آلبوم در آمریکا بیش از ۵۰۰٬۰۰۰ کپی به فروش رسانید. لواتو در یک مصاحبه اعلام کرد که این آلبوم فقط در ۱۰ روز ضبط شده‌بود. او دومین آلبوم خویش را با نام «دوباره اینجا رسیدیم» را در ۲۱ ژوئیه ۲۰۰۹ عرضه کرد. این آلبوم در بیلبورد ۲۰۰ توانست رتبهٔ اول را بگیرد و بیش از ۱۰۸٬۰۰۰ کپی در اولین هفته به فروش برسد.
لواتو به گروه «دوستان دیزنی برای تغییر» پیوست، انجمنی که طبیعت حمایت می‌کند، و همراه با جوناس برادرز، مایلی سایرس و سلنا گومز آهنگ «Send It On» را خواند. همچنین در همین راستا دمی به همراه جو جوناس، در سال ۲۰۱۰ آهنگ «Make a Wave» را خواند.

### ۲۰۰۹–۲۰۱۰: دوباره اینجا هستیم
لواتو در تابستان ۲۰۰۹ برای اجرای آهنگ‌های آلبوم دومش دوباره اینجا هستیم به یک تور تابستانی رفت. این آلبوم رتبهٔ ۱ را در بیلبورد ۲۰۰ کسب کرد. منتقدان او را دارای یک استعداد طبیعی می‌دانستند. سایت آل‌میوزیک این آلبوم را یکی از بهترین آلبوم‌های پاپ-راک سال ۲۰۰۹ نامید.
لواتو در ۲۳ می ۲۰۱۰ تور آمریکای جنوبی خود را آغاز کرد که اولین تور بین‌المللی تک نفرهٔ او بود. او بعد از آن به تور جوناس برادرز به عنوان مهمان ویژه پیوست. آهنگ‌های فیلم کمپ راک ۲ در اوت ۲۰۱۰ به بازار عرضه شد که در تور «Jonas Brothers 2010 World Tour/Camp Rock 2 Tour» اجرا شد.

### ۲۰۱۰–۲۰۱۱: نشکسته
آلبوم سوم لواتو نشکسته، در سپتامبر ۲۰۱۱ منتشر شد. لواتو کار بر روی آلبوم را در ژوئیه ۲۰۱۰، قبل از رفتن به مرکز درمانی، شروع کرده‌بود. او می‌گوید که این آلبوم بیشتر دارای سبک ریتم اند بلوز است که از خواننده‌های همچون کری هیلسون و ریانا الهام گرفته است. بعد از بازگشت دمی از مرکز درمانی، تهیه‌کنندهٔ معروف، تیمبلند ابراز علاقه برای همکاری با او کرد. لواتو در ژوئیه ۲۰۱۱ اعلام کرد که در حال ضبط یک آهنگ مشترک با این تهیه‌کننده است. آلبوم در کل نقدهای مثبتی از منتقدان گرفت و همچنین منتقدان صدای لواتو را به نسبت دو آلبوم قبلی، قدرتمندتر ارزیابی کردند.
اولین تک‌آهنگ آلبوم، آسمان‌خراش بود که ژوئیه ۲۰۱۱ پیش از انتشار آلبوم عرضه شد. این آهنگ به‌خاطر صدای قدرتمند دمی و شعر الهام‌بخش و با احساسش با استقبال بسیار خوب رسانه‌ها و منتقدان مواجه شد و همچنین هنرمندان معروفی از این آهنگ تعریف کرده‌اند. آسمان‌خراش رتبهٔ ۱۰ را در بیلبورد داغ ۱۰۰ کسب کرد و ۱۷ هفتهٔ متوالی در جدول باقی‌ماند. دومین تک‌آهنگ آلبوم به نام یک مرخصی به قلبت می‌دهم، ژانویهٔ ۲۰۱۲ منتشر شد و رتبهٔ ۷ را در بیلبورد کسب کرد و تا به امروز بیش‌ترین آهنگ پخش شده از لواتو در رادیو است. لواتو تور تابستانی خود را از ژوئن ۲۰۱۲ شروع کرد.
در سال ۲۰۱۲ دمی لواتو قراردادی برای حضور در فصل دوم برنامهٔ ایکس فاکتور به عنوان داور امضا کرد. او در این برنامه در کنار بریتنی اسپیرز، سایمون کاول و ال.ای. رید داوری خواهد کرد. سایمون کاول دربارهٔ داوران جدید گفت: "من بسیار خوشحالم که دمی و بریتنی به ما ملحق می‌شوند. بریتنی یکی از بزرگ‌ترین ستاره‌های جهان است، او با استعداد و مسحورکننده است. دمی به نسبت سن کمش کار فوق‌العاده خوبی در زمینهٔ موسیقی، تلویزیون و فیلم انجام داده. او جوان، با اعتماد به نفس و با اشتیاق است. به نظر من این بسیار مهم است که او با بیننده‌های جوان ما حرف می‌زند.
در ماه مارس ۲۰۱۳ تهیه‌کنندگان این برنامه تأیید کردند که لواتو در فصل سوم این برنامه نیز داوری خواهد کرد. در ماه مارس ۲۰۱۳ اعلام شد که لواتو برای داوری در فصل سوم هم قرارداد بسته و همچنین حقوقش دو برابر شده است.
لواتو رابطه بسیار نزدیکی با گروه فیفت هارمونی که در فصل دوم اکس فکتور حضور داشتند دارد و همچنان درحال حمایت از آن‌ها است.

### ۲۰۱۳–۲۰۱۲: دمی

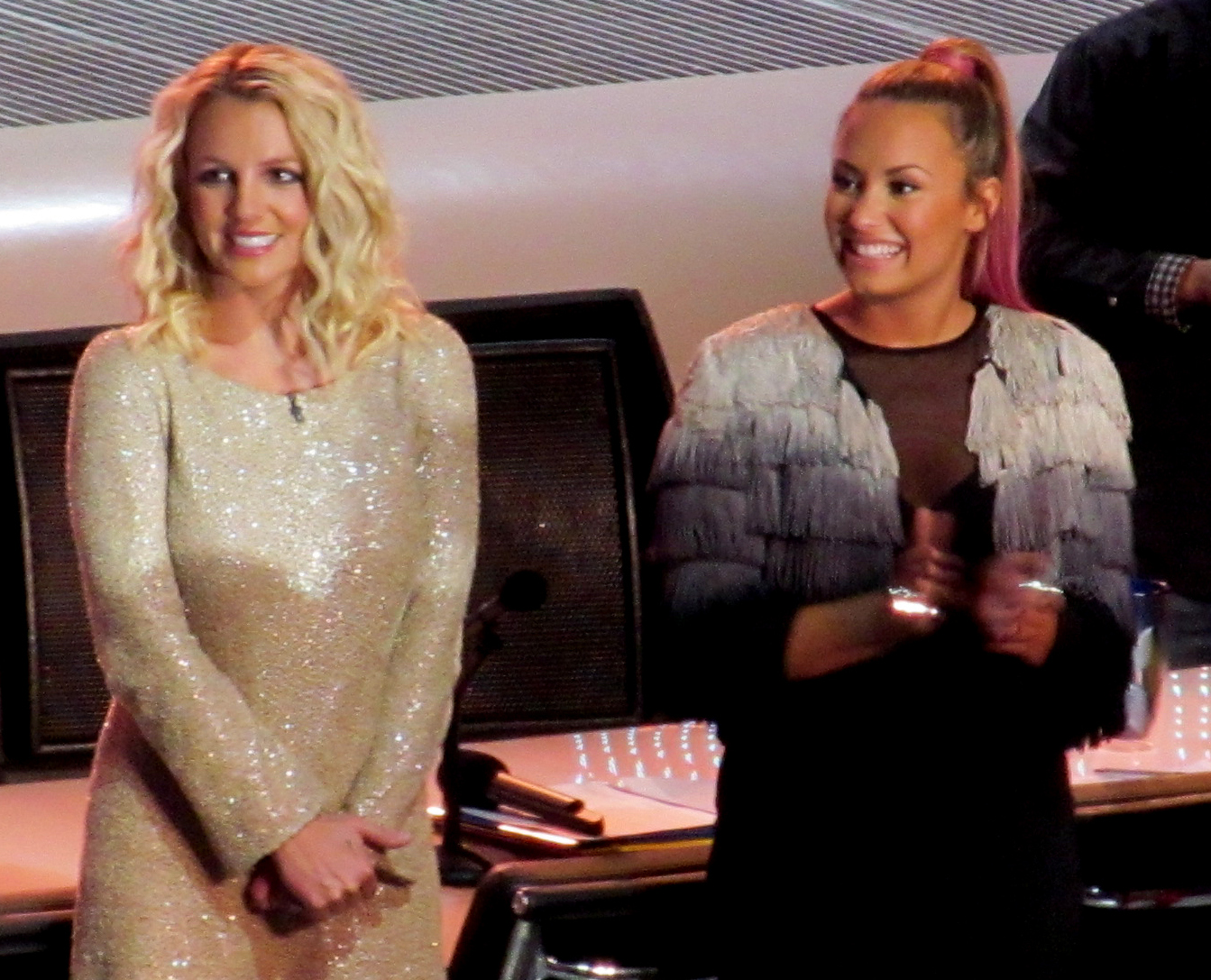
لواتو و بریتنی اسپیرز در ایکس فاکتور

در ماه فوریه، تک‌آهنگ Heart Attack از آلبوم چهارم دمی منتشر شد و در هفتهٔ اول ۲۱۵۰۰۰ نسخه به فروش رساند سومین آهنگ پرفروش سال ۲۰۱۳ شد. بعد از آن دمی لواتو در کشورهای سنگاپور، روسیه، اندونزی کنسرت داشت و همچنین در کشور مالزی کنسرتی به همراه گروه Backstreet Boys برگزار کرد.
در ماه مه ۲۰۱۳ لواتو آلبوم چهارم خود با نام «دمی» را منتشر کرد. سبک این آلبوم از آلبوم آراندبی قبلی بسیار متفاوت بود. این آلبوم در هفتهٔ اول ۱۱۰۰۰۰ نسخه به فروش رفت و در جدول بیلبورد ۲۰۰ به شماره ۳ رسید. در ژوئن ۲۰۱۳ لواتو دو کتاب الکترونیکی برای این آلبوم منتشر کرد.

### ۲۰۱۵–۲۰۱۴: مطمئن
در ۱۸ دسامبر ۲۰۱۳، لواتو اعلام کرد که به‌علت حضورش در تورها و همچنین برای ضبط آلبوم جدیدش، در فصل چهارم برنامه اِکس فَکتور حضور نخواهد داشت. او دربارهٔ آلبوم پنجمش گفت: «ضبط آلبوم را شروع کرده‌ام، و قصد دارم طی تورهایی که دارم به ضبطش ادامه دهم؛ این آلبوم بازگویی چیزی است که بوده‌ام و همچنین چیزی که می‌خواهم باشم». او اضافه کرد: «هیچ‌وقت به‌عنوان یک هنرمند اینقدر اعتماد به نفس نداشتم، نه فقط درمورد مسائل شخصی، بلکه درمورد جنس صدایی که دوست دارم داشته باشم و دربارهٔ آنچه که قادر به انجامش هستم و این آلبوم به من این فرصت را خواهد داد تا به مردم نشان دهم که واقعاً چه کارهایی می‌توانم انجام دهم.»
لواتو در ۱۶ اکتبر سال ۲۰۱۵ آلبوم پنجمش را به نام مطمئن منتشر کرد که این آلبوم شامل ۱۳ آهنگ بوده و در یکی از آهنگ‌های این آلبوم به نام (Kingdom Come) با رپر استرالیایی معروف ایگی آزیلیا همکاری داشته است.

### ۲۰۱۷–۲۰۱۶: به من بگو دوستم داری

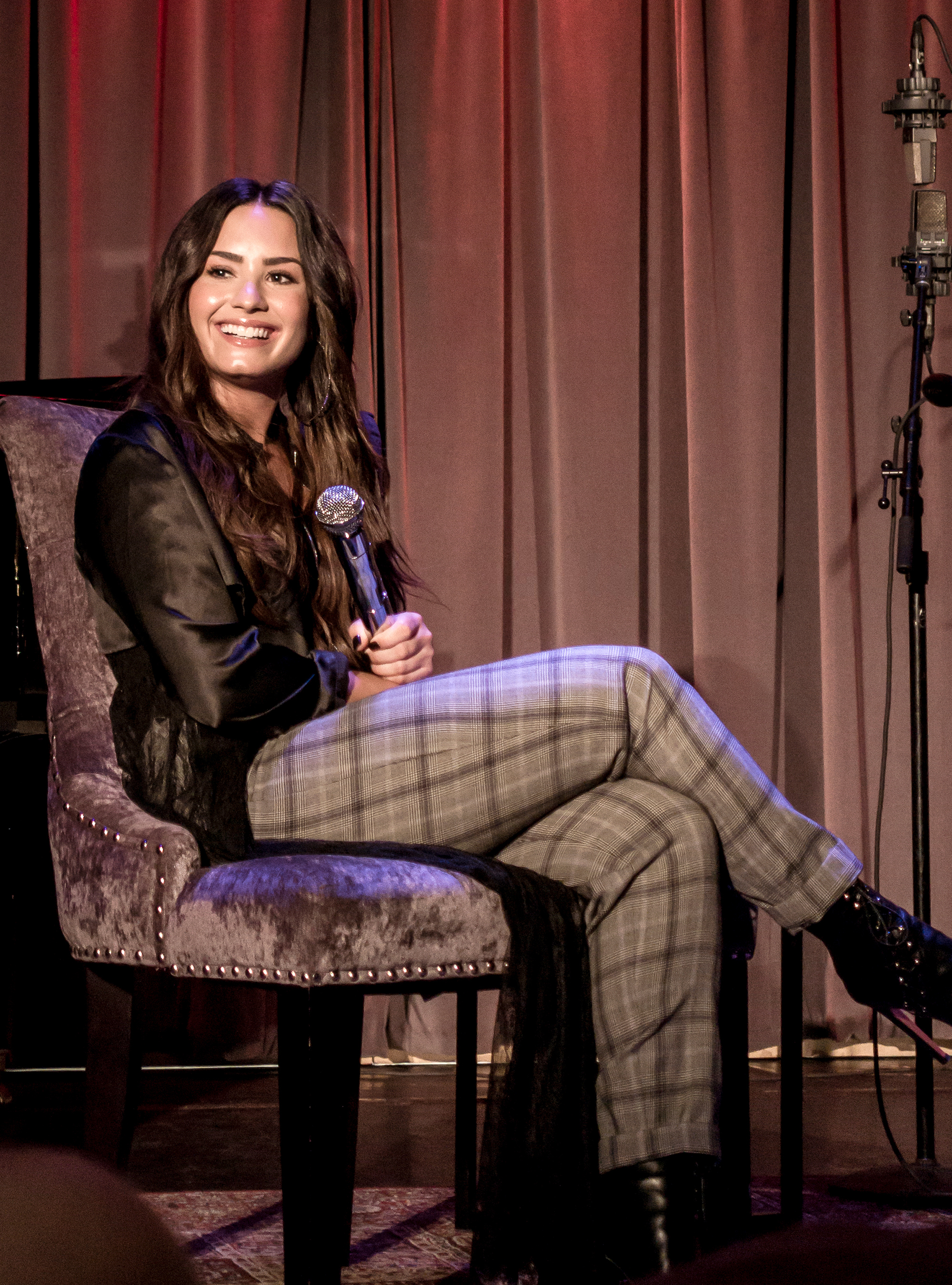
لواتو در حال سخنرانی و اجرای زنده در موزه گرمی در مرکز شهر لس آنجلس، کالیفرنیا، ۱۶ سپتامبر ۲۰۱۷

در ۱۱ ژوئیه ۲۰۱۷ دمی لواتو سینگل ترک جدید خود به نام «Sorry Not Sorry» را منتشر کرد که با استقبال خوبی روبه‌رو شد و در همان روز اول در جایگاه ۲ آی‌تیونز آمریکا قرار گرفت. این آهنگ بیش از ۸ میلیون نسخه در جهان به فروش رساند و بیش از ۱ میلیارد استریم از یوتیوب و اسپاتیفای دریافت کرد و در آمریکا موفق به رسیدن به رتبهٔ ۶ را در چارت ۱۰۰ آهنگ برتر بیلبورد شد. این آهنگ خطاب به کسانی است که در شبکه‌های اجتماعی به او توهین می‌کنند و از او نفرت دارند.
در ۲۹ سپتامبر ۲۰۱۷، لواتو ششمین آلبوم استودیویی خود را ارائه کرد. قبل از انتشار این آلبوم که نسخهٔ دیلاکس آن شامل ۱۵ ترک می‌باشد، ۴ ترک آن به ترتیب، «Sorry Not Sorry", "Tell Me You Love Me", "You Don't Do It For Me Anymore", "Sexy Dirty Love» منتشر شدند.
این آلبوم شامل یک نسخهٔ دیگر به نام Target می‌باشد که شامل دو ترک بیشتر و در مجموع شامل ۱۷ ترک است. لواتو در مورد آلبوم گفته است: «دوست دارم همه با آن ارتباط برقرار کنند چه کسانی که عاشق‌اند و چه کسانی که شکست عشقی خورده‌اند». لواتو در یکی از آهنگ‌های این آلبوم به نام «Lonely» با لیل وین همکاری داشته است. این آلبوم تاکنون با استقبال خوبی روبه‌رو شده است و از نظر فروش در ۴۰ کشور رتبهٔ نخست را در آی‌تیونز کسب کرده است.

### ۲۰۲۱: رقصیدن با شیطان… هنر شروع مجدد
یک مجموعه مستند چهار قسمتی از زندگی دمی لواتو در مارس ۲۰۲۱ در یوتیوب پخش شد. این مجموعه، با نام دمی لواتو: رقصیدن با شیطان، توسط مایکل دی. راتنر کارگردانی شده و داستان زندگی شخصی و موسیقایی دمی لواتو در سه سال اخیر را به نمایش گذاشت. بعداً اعلام شد که هفتمین آلبوم استودیویی دمی لواتو، به نام رقصیدن با شیطان… هنر شروع مجدد، در ۲ آوریل ۲۰۲۱ منتشر می‌شود. لواتو آن را «موسیقی متن غیررسمی مستند» تعریف کرد. این آلبوم شامل همکاری‌هایی با آریانا گرانده، نوآ سایرس و ساویتی، و نیز "دیگران چه می‌گویند؟" که قبلاً منتشر شده بود، یک همکاری بین لواتو و خواننده و ترانه‌سرای استرالیایی سم فیشر است، که قبل از انتشار آلبوم در ۴ فوریه ۲۰۲۱ منتشر شد. در ۲۶ مارس ۲۰۲۱، لواتو آهنگ اصلی آلبوم را به نام «رقصیدن با شیطان» منتشر کرد.

## آلبوم‌ها

### آلبوم‌های استودیویی
- فراموش نکن (۲۰۰۸)
- دوباره اینجا هستیم (۲۰۰۹)
- نشکسته  (۲۰۱۱)
- دمی  (۲۰۱۳)
- مطمئن  (۲۰۱۵)
- به من بگو دوستم داری (۲۰۱۷)
- رقصیدن با شیطان... هنر آغاز دوباره (۲۰۲۱)
- هولی فاک (۲۰۲۲)

### آهنگ‌های فیلم یا سریال
- ۲۰۰۸: کمپ راک (به انگلیسی: Camp Rock)
- ۲۰۱۰: کمپ راک ۲ (به انگلیسی: Camp Rock 2: The Final Jam)
- ۲۰۱۰: سانی با یک شانس (به انگلیسی: Sonny with a Chance)
- ۲۰۱۳: یخ‌زده (به انگلیسی: Frozen)
- ۲۰۱۶: فیلم پرندگان خشمگین (به انگلیسی: The Angry Birds Movie)

### آلبوم‌های زنده
- ۲۰۰۹: Live: Walmart Soundcheck
- ۲۰۱۰: Camp Rock 2: Live Walmart Soundcheck

## تورها
- ۲۰۰۸: Demi Live! Warm Up Tour
- ۲۰۰۹–۲۰۱۰: Demi Lovato Live in Concert
- ۲۰۱۱: An Evening with Demi Lovato
- ۲۰۱۱–۲۰۱۲: A Special Night with Demi Lovato
- ۲۰۱۲: Demi Lovato Summer Tour ۲۰۱۲
- ۲۰۱۶: Future Now Tour با همراهی نیک جوناس
- ۲۰۱۸: Tell Me You Love Me Tour
- ۲۰۲۲: Holy Fvck Tour

## فیلم‌شناسی
- ۲۰۰۴–۲۰۰۲: بارنی و دوستان
- ۲۰۰۸: کمپ راک
- ۲۰۰۹: برادران جوناس: تجربه یک کنسرت سه‌بعدی
- ۲۰۰۹: برنامه حفاظت از پرنسس
- ۲۰۱۰: کمپ راک ۲: پایان جم
- ۲۰۱۳–۲۰۱۲: ایکس فاکتور
- ۲۰۱۴–۲۰۱۳: گلی
- ۲۰۱۷: د ویس
- ۲۰۱۷: پروژه مد
- ۲۰۱۷: اسمورف‌ها: دهکده گمشده
- ۲۰۱۸: چارمینگ
- ۲۰۱۸: دکتر فیل
- ۲۰۲۰: ویل و گریس
- ۲۰۲۰: مسابقه آواز یوروویژن: داستان حماسه آتش
- ۲۰۲۱؛ مستند؛ دمی لواتو: رقصیدن با شیطان

## جوایز

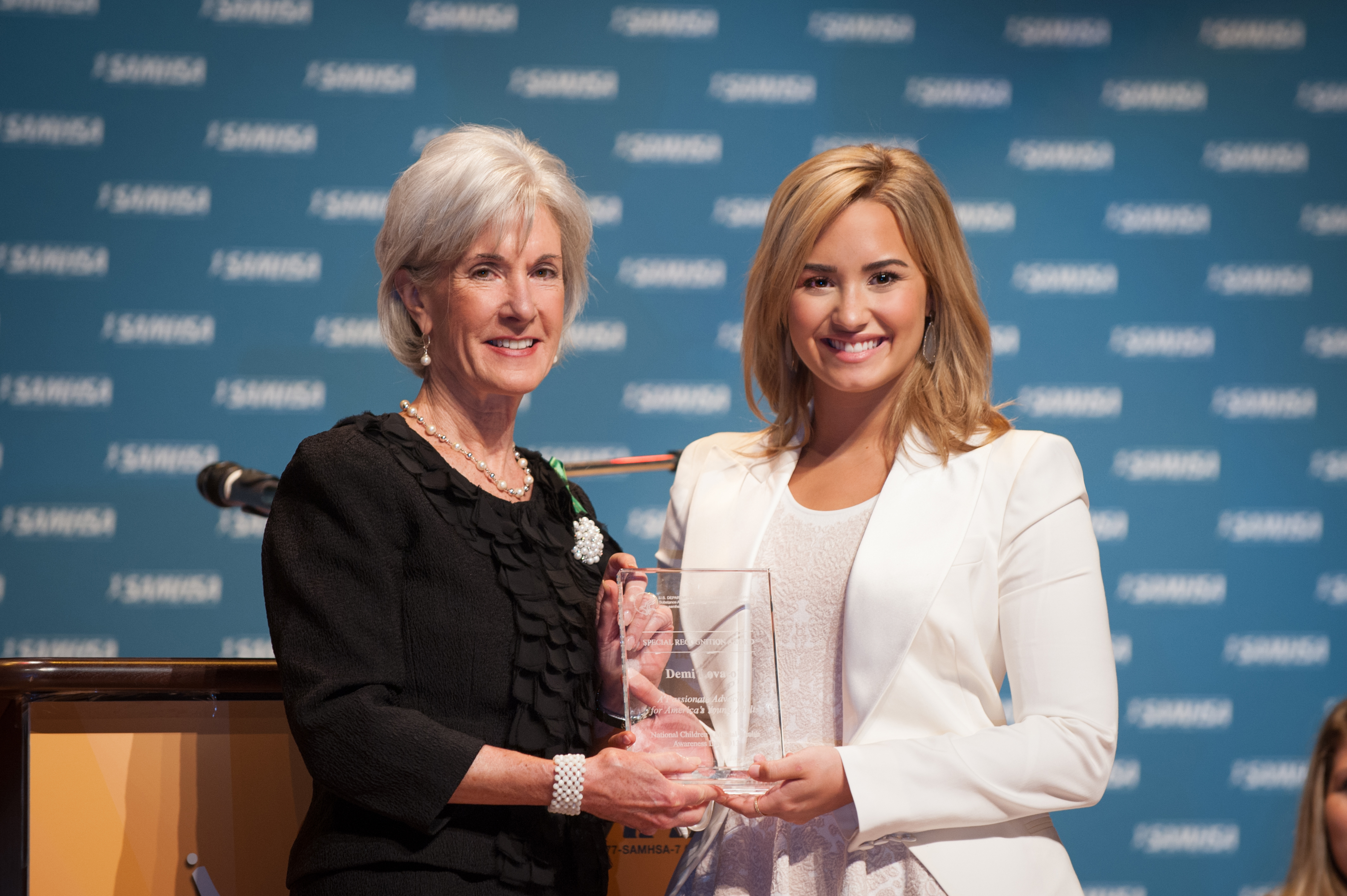
لواتو و کاتلین سیبیلیوس

دمی لواتو تا به امروز بیش از ۱۰۰ جایزه و بیش از ۲۰۰ نامزدی از جشنواره‌های مختلف کسب کرده است.
او تاکنون موفق به کسب دو نامزدی در مهم‌ترین جشنوارهٔ موسیقی جهان یعنی گرمی آواردز، در بخش‌های «بهترین آلبوم پاپ» و «بهترین همخوانی دو یا چند نفره پاپ» شده است. او همچنین در لیست ۱۰۰ انسان تأثیرگذار سال ۲۰۱۷ از نظر مجلهٔ تایم قرار گرفت.